# 青田恵子
青田 恵子（あおた けいこ、1969年3月22日 - ）は、日本の元グラビアアイドル。本名同じ。兵庫県出身。プロ野球選手、野球評論青田昇の6女。姉は元女優青田浩子。

## 解説
近代映画とスコラ社より写真集が出版された、TBSドラマ「東中学3年5組」（南こうせつ主演）の生徒役でレギュラー出演。
浅香唯シューティングスターショーオーディションにて東京地区代表になり、その際見学に来ていた事務所より声が掛かりドラマのオーディションを受けドラマデビュー。
その後、カメラマン山岸伸撮影で2冊の写真集出版。
プロモーションビデオ、ヴァージンアイランド(株)ジェット  妹パート2(パワースポーツ)を発売。母の影響によりローマ・カトリック信徒。

## 出版
- Ks青田恵子写真集(近代映画社)
- 青田恵子写真集(スコラ社)
- ヴァージンアイランド(ジェット)
- 妹パート3(パワースポーツ)